# Houdebine
Houdebine war eine französische Bronzebildgießerei, die in von 1845 bis 1910 in Paris bestand.

## Geschichte
Der Arbeiter Henri Houdebine gründete 1845 eine kleine Gießerei und erwarb sich schnell einen guten Ruf in der Herstellung von Uhren und dekorativen Einrichtungsgegenständen aus Bronze wie Kerzenleuchter und Kaminsimse. Er ließ sich in den 1860er Jahren unter anderem vom Stil der Neorenaissance inspirieren, später dann vom Jugendstil. Ab 1862 exportierte die Gießerei etwa 50 Prozent ihrer Produktion. 
Die Gießerei nahm an mehreren Weltausstellungen teil, so 1855 in Paris, wo Houdebines Statuetten eine Medaille Zweiter Klasse erhielten, sowie 1862 in London und 1878 und 1889 in Paris, wo sie für alle ausstellten Werke die Goldmedaille gewann. Auf der World’s Columbian Exposition 1893 in Chicago zeigte Houdebine prachtvolle Lichthalter sowie Uhren und einige Skulpturen. In den 1900er Jahren stellte die Gießerei Kunstbronzen für die Bildhauer Jules Dalou, Antoine Bofill, Marius Mars-Vallet, Émile Louis Picault, Louis de Monard und andere her. 
Die Gießerei änderte öfters Namen und Adresse, bis in die 1850er Jahre hieß sie Henri Houdebine et Cie. und befand sich in der 3 Rue de la Perle; um 1860 zog sie in die 44 Rue Saint-Louis-au-Marais (später in Rue de Turenne umbenannt) und nannte sich erst Henri Houdebine and V.F. Blumberg, dann von 1865 bis 1880
Henri Houdebine; danach Houdebine & Fils. Die Gießerei bestand bis 1910.